# Jonah Jackson
Jonah Jackson (geboren am 5. Februar 1997 in Media, Pennsylvania) ist ein US-amerikanischer American-Football-Spieler auf der Position des Guards. Er spielte College Football für die Rutgers University sowie die Ohio State University und steht seit 2025 bei den Chicago Bears in der National Football League (NFL) unter Vertrag. Zuvor spielte Jackson vier Jahre lang für die Detroit Lions und ein Jahr lang für die Los Angeles Rams.

## College
Jackson besuchte die Penncrest High School in seiner Heimatstadt Media, Pennsylvania. Dort spielte er in der Highschoolfootballmannschaft vor allem als Left Tackle in der Offense sowie als Defensive Tackle. Ab 2015 ging Jackson auf die Rutgers University, um College Football für die Rutgers Scarlet Knights zu spielen. Nach einem Redshirtjahr wurde er 2016 in den Special Teams sowie vereinzelt als Right Guard eingesetzt. In der Saison 2017 stand Jackson in sechs Partien auf dem Feld, davon fünfmal als Center von Beginn an, bevor er verletzungsbedingt ausfiel. In seinem letzten Jahr für die Scarlet Knights war er in elf Spielen Stammspieler auf der Position des Right Guards. Nachdem er an der Rutgers University seinen Abschluss im Fach Criminal Justice gemacht hatte, wechselte Jackson für die Saison 2019 auf die Ohio State University und spielte für die Ohio State Buckeyes in elf von zwölf Spielen von Beginn an als Left Guard. Er wurde in seiner letzten College-Saison in das All-Star-Team der Big Ten Conference gewählt.

## NFL
Jackson wurde im NFL Draft 2020 in der dritten Runde an 75. Stelle von den Detroit Lions ausgewählt. Er ging als Starter auf der Position des Right Guards in seine Rookiesaison, wechselte aber nach zwei Spielen auf die linke Seite, da Left Guard Joe Dahl ausfiel und der zuvor verletzte Right Guard Halapoulivaati Vaitai ab dem dritten Spieltag wieder einsatzbereit war. Jackson bestritt in seinem ersten NFL-Jahr alle 16 Partien von Beginn an. In der Saison 2021 war Jackson von Beginn an Stammspieler auf der Position des Left Guards, dabei kam er in 16 Spielen zum Einsatz und verpasste eine Partie am 15. Spieltag. Im Saisonfinale wurde er auch als Center eingesetzt. Als Ersatz für Brandon Scherff wurde Jackson in den Pro Bowl gewählt. In der Saison 2022 verpasste Jackson vier Partien verletzungsbedingt, in der Saison 2023, in der er mit den Lions das NFC Championship Game erreichte, waren es fünf Spiele.
Im März 2024 unterschrieb Jackson einen Dreijahresvertrag im Wert von 51 Millionen US-Dollar bei den Los Angeles Rams. In der Saison 2024 hatte Jackson mit Verletzungen zu kämpfen und kam in nur vier Spielen zum Einsatz, bevor er wegen mangelnder Leistung seine Position als Starter verlor. Im März 2025 gaben die Rams Jackson im Austausch gegen einen Sechstrundenpick 2025 an die Chicago Bears ab.